# Сен-Жени-Пуйи
Сен-Жени́-Пуйи́ (фр. Saint-Genis-Pouilly) — коммуна во Франции, находится в регионе Рона — Альпы. Департамент — Эн. Входит в состав кантона Ферне-Вольтер. Округ коммуны — Жекс.
Код INSEE коммуны — 01354.
Сен-Жени́-Пуйи́ (фр. Saint-Genis-Pouilly) — муниципальное образование на юго-востоке Франции у швейцарской границы. Простерлось подле горного хребта Юра вблизи Женевы. Расположено в регионе Рона—Альпы с административным центром во втором по величине городе и гастрономической столицы страны — Лионе. Внутри региона принадлежит к округу Жекс кантона Ферне-Вольтер в департаменте Эн.
В хозяйственном и градостроительном отношении находится в неразрывной связи с Женевой. Входит в образуемую большой Женевой крупную трансграничную агломерацию. Развитие Сен-Жени-Пуйи обеспечивается экономическим потенциалом Женевы и расквартированными в её черте и окрестностях многочисленных международных организаций и контор транснациональных корпораций.
На протяжении своей многовековой истории Сен-Жени-Пуйи оставался скромным поселением со статичной динамикой народонаселения. Мощный подъём городу был придан в 1955 году созданием Европейской организации по ядерным исследованиям (ЦЕРН).
Сен-Жени-Пуйи принимает участие в общефранцузской добровольной программе «Города в цветах» и является обладателем знака «два цветка» (из четырёх возможных).

## География
Коммуна расположена приблизительно в 400 км к юго-востоку от Парижа, в 110 км северо-восточнее Лиона, в 65 км к востоку от Бурк-ан-Бреса.
По территории коммуны протекают реки Аллондон и Льон.
Одна из площадок ЦЕРН.

## Климат
Климат полуконтинентальный с холодной зимой и тёплым летом. Дожди бывают нечасто, в основном летом.

## Население
Население коммуны в 2010 году равнялось 8914 человек. По этому показателю Сен-Жени-Пуйи находится в десятке крупнейших городов департамента Эн. Коммуну образуют два городских поселения — Сен-Жени и Пуйи — и две деревни — Преньин (Pregnin) и Фли (Flies). В исторической ретроспективе численность жителей практически не подвергалась изменениям и до середины XX века балансировала на уровне ниже 1000 человек. Резкий рост населения в Сен-Жени-Пуйи, начиная с 1960-х годов, обусловлен созданием ЦЕРНа, а также дефицитом и дороговизной жилья в экономически активной Женеве. Значительную часть жителей муниципалитета в настоящее время составляют международные служащие и иностранные граждане.
| 1962 | 1968 | 1975 | 1982 | 1990 | 1999 | 2010 |
| ---- | ---- | ---- | ---- | ---- | ---- | ---- |
| 904  | 2030 | 3549 | 4631 | 5696 | 6382 | 8914 |

## Администрация
| Период | Период | Фамилия       | Партия                   | Примечания |
| ------ | ------ | ------------- | ------------------------ | ---------- |
| 1945   | 1970   | Аристид Грийе |                          |            |
| 1970   | 1971   | Рене Депьер   |                          |            |
| 1971   | 1977   | Пьер Блезон   |                          |            |
| 1977   | 1989   | Люсьен Дюре   |                          |            |
| 1989   | 1995   | Юбер Бертран  | Разные левые             |            |
| 1995   | 2001   | Лизет Жан     | Разные правые            |            |
| 2001   | 2020   | Юбер Бертран  | Радикальная левая партия |            |

## Экономика
В 2010 году среди 6152 человек трудоспособного возраста (15—64 лет) 4757 были экономически активными, 1395 — неактивными (показатель активности — 77,3 %, в 1999 году было 73,0 %). Из 4757 активных жителей работали 4364 человека (2492 мужчины и 1872 женщины), безработных было 393 (170 мужчин и 223 женщины). Среди 1395 неактивных 422 человека были учениками или студентами, 266 — пенсионерами, 707 были неактивными по другим причинам.

## Города-побратимы
- Мольяно-Венето (Италия, с 2006)